# Sobre todo de noche
Sobre todo de noche es una película de 2023 dirigida por Víctor Iriarte (en su debut cinematográfico) protagonizada por Lola Dueñas y Ana Torrent junto a Manuel Egozkue. Se trata de una coproducción internacional hispano-portuguesa-francesa.

## Sinopsis
Explorando el tema de los niños robados en España, la trama sigue la búsqueda de Vera de su hijo biológico, dado en adopción, encontrándose así con Cora y su hijo adoptivo Egoz.

## Reparto
- Lola Dueñas as Vera
- Ana Torrent as Cora
- Manuel Egozkue as Egoz
- María Vázquez como la bibliotecaria

## Recepción
Según el sitio web de agregación de reseñas Rotten Tomatoes, Sobre todo de noche tiene un índice de aprobación del 100% basado en 9 reseñas de críticos, con una calificación promedio de 7,8/10.

## Premios y nominaciones
| Premio                                            | Fecha                 | Categoría                  | Nominado                     | Resultado | Ref.  |
| ------------------------------------------------- | --------------------- | -------------------------- | ---------------------------- | --------- | ----- |
| Premios de la Sociedad Internacional de Cinéfilos | 10 de febrero de 2024 | Mejor película             | Sobre todo de noche          | Pendiente | [ 3 ] |
| Premios de la Sociedad Internacional de Cinéfilos | 10 de febrero de 2024 | Mejor actriz de reparto    | Ana Torrent                  | Pendiente | [ 3 ] |
| Premios de la Sociedad Internacional de Cinéfilos | 10 de febrero de 2024 | Mejor diseño de producción | Katixa Silva, Izaskun Urkijo | Pendiente | [ 3 ] |
| Premios de la Sociedad Internacional de Cinéfilos | 10 de febrero de 2024 | Mejor debut                | Sobre todo de noche          | Pendiente | [ 3 ] |